# Plac Gwarków w Katowicach
Plac Gwarków w Katowicach – plac miejski położony w Katowicach, na obszarze dzielnicy Koszutka, przy skrzyżowaniu alei Wojciecha Korfantego i ulicy Katowickiej. Swą nazwę wziął od dawnego określenia górników.

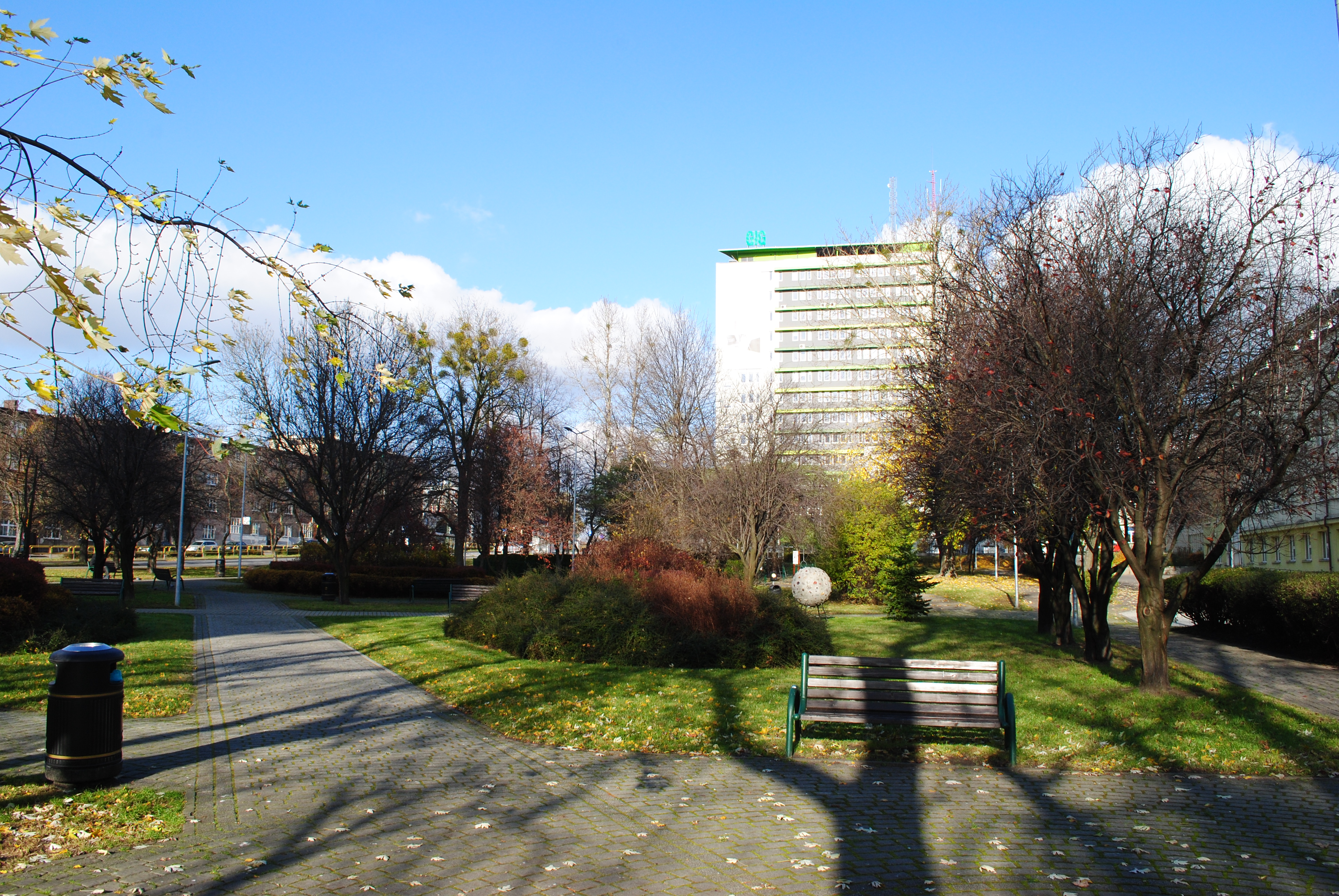
Plac Gwarków od strony ulicy Katowickiej; w tle GIG Office Point

Przed I wojną światową w rejonie dzisiejszego placu Gwarków zlokalizowany był szpitalik lub lecznica (niem. Lazarett), zaznaczony na mapie z 1903 roku.
Przy placu znajdują się budynki Głównego Instytutu Górnictwa. Pierwszy z nich wybudowano w latach 1938–1948 w stylu funkcjonalizmu według projektu W. Sikorskiego i Kazimierza Sołtykowskiego. Drugi został wzniesiony w latach 60 XX wieku (proj. Władysław Górski, Zygmunt Fagas). Swoją siedzibę ma tu również bank. Na placu znajduje się również tablica pamiątkowa.
Biblioteka Naukowa Głównego Instytutu Górnictwa posiada 421 tysięcy woluminów i jednostek. Jej oficjalny adres to plac Gwarków 1, lecz rzeczywista lokalizacja to GIG Office Point przy alei Wojciecha Korfantego 79.
Plac pełni funkcje rekreacyjne. W sierpniu 2010 roku, w jego centralnej części, został utworzony ogrodzony plac zabaw dla dzieci z atrakcjami, m.in. piaskownicą, zjeżdżalnią i huśtawkami.
Na placu znajduje się rzeźba Katarzyny Przezwańskiej pt. Kula.
Na placu Gwarków od strony ul. Katowickiej był pomnik z nazwą placu, w formie podobnej do bryły węgla (wym. ok. sz/w/g 1.5 m/1.5 m/0.5 m), o wyglądzie terytorium Polski z zaznaczonymi miejscami górnictwa na obszarze Polski. Zlikwidowany najpóźniej w 2020 roku.